# Stegastes acapulcoensis
 Stegastes acapulcoensis és una espècie de peix de la família dels pomacèntrids i de l'ordre dels perciformes.

## Morfologia
Els mascles poden assolir els 17 cm de longitud total.

## Distribució geogràfica
Es troba des de la Península de Baixa Califòrnia (Mèxic) fins al Perú, incloent-hi les Illes Galápagos.